# Felice Alessandri

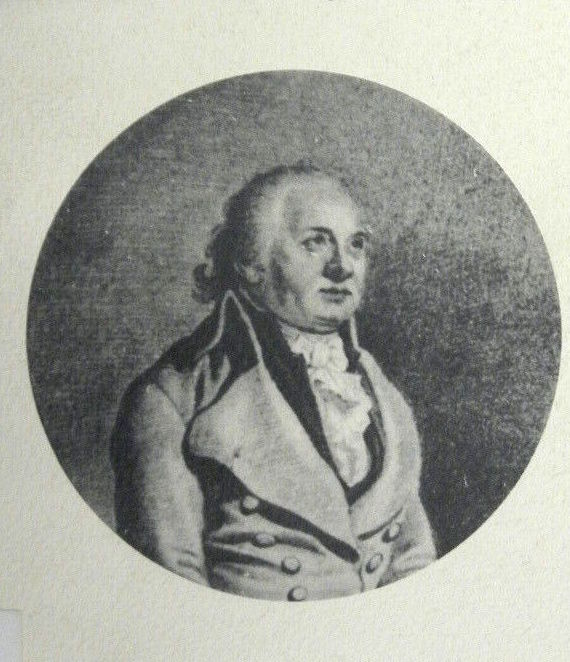
Felice Alessandri

Felice Alessandri (* 24. November 1747 in Rom oder San Damaso bei Modena; † 15. August 1798 in Casinalbo bei Modena) war ein italienischer Cembalist und Opernkomponist. Er war international tätig und wirkte außer in verschiedenen italienischen Städten auch in Paris, London, Sankt Petersburg und Berlin.
Aufgrund der Namensähnlichkeit wird er gelegentlich mit dem Komponisten Alessandro Felici verwechselt. So wird berichtet, dass er 1773 die tatsächlich von Felici stammende Oper L’amore soldato in Dresden aufgeführt habe.

## Leben
Nach Alessandris Ausbildung in Neapel wurde bereits 1765 in Rom sein erstes größeres Werk aufgeführt, das Oratorium Il Tobia. In den folgenden Jahren wirkte er als  Cembalist und Kapellmeister in Turin und beim Concert spirituel in Paris. Anschließend ging er nach Verona und Venedig, wo zur Karnevalssaison 1767 seine ersten Opern Ezio und Il matrimonio per concorso aufgeführt wurden.
Alessandri war mit der Buffa-Sängerin Maria Lavinia Guadagni (1735–um 1790), der Schwester des Kastraten Gaetano Guadagni, verheiratet. Im Herbst 1767 wurden beide am King’s Theatre am Haymarket in London angestellt. Für dieses Theater komponierte Alessandri die Opern La moglie fedele (1768) und Il re alla caccia (1769). Außerdem bearbeitete und dirigierte er dort Opern von Baldassare Galuppi und Niccolò Piccinni und trat als Cembalovirtuose auf. In diese Zeit fällt auch eine Aufführung seiner Oper L’argentino am Burgtheater in Wien.
In der Zeit von 1773 bis zum April 1775 hielt sich Alessandri vorwiegend in Turin auf, wo drei seiner Opern aufgeführt wurden. Im Sommer 1776 erhielt er eine Einladung von Joseph Legros, gemeinsam mit ihm die Leitung des Concert spirituel in Paris zu übernehmen. Diese nahm er 1777 an und lebte bis 1778 im Hause Legros’.
Anschließend kehrte er nach Italien zurück, wo in verschiedenen Städten weitere Opern aufgeführt wurden und großen Beifall erhielten. Zu nennen sind insbesondere die Aufführung von Calliroe im Dezember 1778 und des Balletts Venere in Cipro im Januar 1779 zur Wiedereröffnungssaison der Mailänder Scala. 1783 wurde in Padua seine Kantate Le virtù rivali zu Ehren des verabschiedeten Vize-Gouverneurs („Capitanio, e vice Podestà“) Alvise Mocenigo aufgeführt. Dies war einer der letzten Auftritte seines Schwagers Gaetano Guadagni.
Von 1786 bis Mai 1789 lebte Alessandri in Sankt Petersburg, wo er vergeblich hoffte, eine Anstellung als Komponist am russischen Hof zu erhalten. Er wurde jedoch lediglich von einer vornehmen Familie als Gesangslehrer engagiert.
Im Herbst 1789 erhielt er mit Unterstützung der Primadonna Luisa Todi und des Hofdichters Antonio de’ Filistri da Caramondani eine Stelle als zweiter Dirigent an der Berliner Hofoper. Dort komponierte er mehrere Opern, von denen jedoch nur die erste (Il ritorno di Ulysse a Penelope von 1790) erfolgreich war. Bereits mit der zweiten Oper, L’ouverture du grand opéra italien à Nankin, war sein Dienstherr Friedrich Wilhelm II. unzufrieden. Zudem kam es zu Streitigkeiten und Rivalitäten mit seinen Kollegen, insbesondere dem Kapellmeister Johann Friedrich Reichardt. Nach weiteren Misserfolgen zog der König schließlich den Auftrag zur geplanten Oper Alboino zurück und entließ Alessandri am 4. Juli 1792.
Im Herbst 1792 kehrte Alessandri nach Italien zurück. Er lebte kurze Zeit in Bologna. 1793 wurde in Venedig seine Oper Virginia aufgeführt. 1794 reiste er auf der Suche nach Aufträgen nach Wien und Berlin. In diesem Jahr wurden Zemira und Armida in Padua mit großen Beifall aufgenommen. Am 16. Februar 1796 wurde er zum Ehrenmitglied der Accademia Filarmonica Modenese ernannt. Kurz vor seinem Tod wurde in Modena seine letzte Oper aufgeführt, deren Titel jedoch nicht überliefert ist.

## Wirkung und Stil
Einige seiner Opern vereinen Elemente des französischen und italienischen Stils. In der Zauberoper Alcina e Ruggero (Turin 1775) gibt es Tänze, Chöre sowie ein frühes Beispiel für ein handlungstragendes „ensemble finale“. Die 1778 für die Mailänder Scala geschriebene Oper Calliroe enthält viele Chöre und Pantomimen sowie komplexe Szenenfolgen und Ensembles. Außerdem gibt es Zwischenakt-Ballette, die sich inhaltlich auf die Opernhandlung beziehen. Auch seine späteren Werke spiegeln diesen geänderten Zeitgeschmack wider. Die Inhalte werden zunehmend gewalttätiger. So war es nun möglich, dass in Virginia ein Vater seine eigene Tochter tötet, um sie vor einem Tyrannen zu schützen.
Alessandris Buffo-Opern tragen halb-ernste Charakterzüge. Ein Großteil seines Ruhms in Norditalien ist auf diese Werke, wie v. a. La finta principessa und Il vecchio geloso zurückzuführen, die in vielen Städten aufgeführt wurden.
Seine Musik enthält mehr chromatische und harmonische Effekte als die vieler seiner Zeitgenossen. Auch die Orchestersprache weist einen großen Abwechslungsreichtum auf. Auf der anderen Seite wirken seine Werke „konventionell“. Gelegentlich wurde auch der Vorwurf des Plagiats erhoben. Seine Melodik wird als schlicht und gefällig beschrieben.

## Werke

### Opern

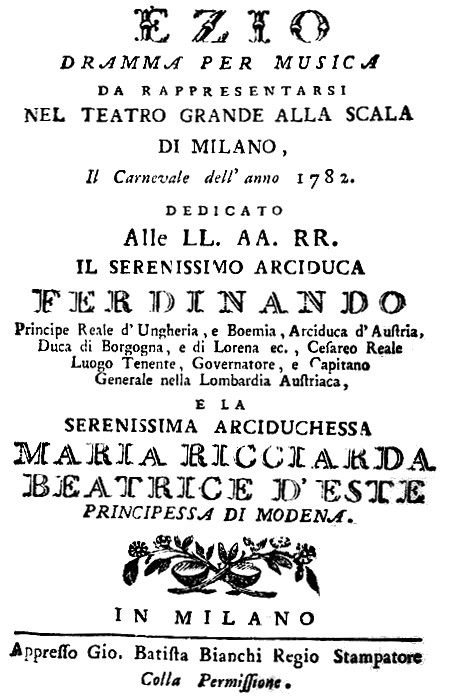
Ezio – Titelblatt des Librettos, Mailand 1782

- Ezio, dramma per musica in drei Akten; Libretto: Pietro Metastasio; Karneval 1767, Verona, Teatro Filarmonico; überarbeitet (neue Einleitung, Ensemble- und Chorsätze) Karneval 1782, Mailand, Teatro alla Scala; Herbst 1782, Lucca; 28. Oktober 1783, Florenz, Teatro della Pergola[Digitalisat 1]
- Il matrimonio per concorso, dramma giocoso in drei Akten; Libretto: Gaetano Martinelli nach Carlo Goldoni; Karneval 1767, Venedig, Teatro San Moisè; 19. Mai 1767, Florenz, Teatro Cocomero; Frühling 1770, Pavia, Teatro Omodeo; Herbst 1773, Lissabon, Teatro Condes[Digitalisat 2]
- Gli amanti ridicoli, comic opera; zusammen mit Baldassare Galuppi; Libretto: Antonio Galuppi und Giovan Gualberto Bottarelli; 1768, London, King’s Theatre am Haymarket; verschollen
- La moglie fedele, comic opera in zwei Akten; Libretto: Giovan Gualberto Bottarelli; 27. Februar 1768, London, King’s Theatre am Haymarket; verschollen
- L’argentino, opera buffa in zwei Akten; Frühling 1768, Wien, Burgtheater; verschollen
- Arianna e Teseo, dramma (Pasticcio); Libretto: Pietro Pariati und Giovan Gualberto Bottarelli; 11. Oktober 1768, London, King’s Theatre am Haymarket; verschollen
- Il re alla caccia, comic opera in drei Akten; Libretto: Carlo Goldoni; 1. März 1769, London, King’s Theatre am Haymarket; verschollen
- Argea, dramma per musica in drei Akten; Libretto: Giandomenico Boggio; 26. Dezember 1772, Turin, Teatro Regio[Digitalisat 3]
- Antigono, dramma per musica in drei Akten; Libretto: Pietro Metastasio; Frühling 1773, Genua, Teatro Sant’Agostino
- Creso, dramma per musica in drei Akten; Libretto: Giuseppe Gioacchino Pizzi; Frühling 1774, Pavia, Teatro dei Quattro Cavalieri Associati; Karneval 1778, Mantua, Teatro Regio Ducale Vecchio[Digitalisat 4]
- La cameriera per amore, dramma giocoso in zwei Akten; Libretto: Filippo Livigni; Herbst 1774, Turin, Teatro Carignano; Karneval 1776, Lissabon, Teatro de Salvaterra; verschollen[Digitalisat 5]
- Medonte re d’Epiro, dramma per musica in drei Akten; Libretto: Giovanni De Gamerra; 26. Dezember 1774, Mailand, Teatro Ducale. Im Libretto Luigi Alessandri zugeschrieben, aber wahrscheinlich von Felice Alessandri[Digitalisat 6]
- Sandrina, ossia La contadina di corte, dramma giocoso in zwei Akten; Libretto: Carlo Goldoni; 1775, Lucca, Teatro Pubblico; verschollen?
- Alcina e Ruggero, dramma per musica in drei Akten; Libretto: Vittorio Amedeo Cigna-Santi nach Ludovico Ariosto; 26. Januar 1775, Turin, Teatro Regio[Digitalisat 7]
- La novità, dramma giocoso in zwei Akten; Libretto: Giovanni Bertati; Herbst 1775, Venedig, Teatro San Moisè[Digitalisat 8]
- La sposa persiana, dramma giocoso in drei Akten; Libretto: Carlo Goldoni; Herbst 1775, Venedig, Teatro San Samuele; 1776, Dresden, Kleines Hoftheater; 1779, Wien, Theater am Kärntnertor
- Calliroe, dramma per musica in drei Akten; Libretto: Mattia Verazi; 26. Dezember 1778, Mailand, Teatro alla Scala[Digitalisat 9]
- Adriano in Siria, dramma per musica in drei Akten; Libretto: Pietro Metastasio; 26. Dezember 1779, Venedig, Teatro San Benedetto
- Attalo re di Bitinia, dramma per musica in drei Akten; Libretto: Ferdinando Casorri und Antonio Salvi; 10. September 1780, Florenz, Teatro della Pergola; Karneval 1781, Livorno, Teatro[Digitalisat 10]
- Erifile, dramma per musica in drei Akten; Libretto: Giambattista Neri oder Giovanni De Gamerra; 12. Juni 1781, Padua, Teatro Nuovo[Digitalisat 11]
- Il vecchio geloso, commedia per musica in zwei Akten; Libretto: Giovanni Bertati; 1. Oktober 1781, Mailand, Teatro alla Scala; viele weitere Aufführungen in italienischen Städten sowie 1784 in Wien und Prag[Digitalisat 12]
- Arbace, dramma per musica in drei Akten; Libretto: Gaetano Sertor; 29. Dezember 1781, Rom, Teatro Argentina; verschollen[Digitalisat 13]
- La finta principessa, ossia Li due fratelli Pappamosca, dramma giocoso in zwei Akten; Libretto: Filippo Livigni; Herbst 1782, Venedig, Teatro San Moisè; viele weitere Aufführungen in italienischen Städten sowie 1783 in Wien und 1795 in Lissabon; auch als La finta baronessa ossia Li due fratelli ridicoli[Digitalisat 14]
- I puntigli gelosi, dramma giocoso in zwei Akten; Libretto: Filippo Livigni; Karneval 1783, Venedig, Teatro San Samuele; verschollen[Digitalisat 15]
- Demofoonte, dramma serio in drei Akten; Libretto: Pietro Metastasio; 12. Juni 1783, Padua, Teatro Nuovo
- Artaserse, dramma per musica in drei Akten; Libretto: Pietro Metastasio; 4. November 1783, Neapel, Teatro San Carlo[Digitalisat 16]
- Il marito geloso, dramma giocoso in zwei Akten; Libretto: Giovanni Bertati (?); Karneval 1784, Liverno, Nuovo Teatro detto dagli Armeni; verschollen; laut MGG 1 identisch mit Il vecchio geloso
- Il regno della moda, dramma per musica (Pasticcio u. a. mit Musik von Domenico Cimarosa und Giovanni Paisiello); Karneval 1790, Desenzano; verschollen
- Il ritorno di Ulysse a Penelope, dramma per musica in drei Akten; Libretto: Antonio de’ Filistri da Caramondani; 25. Januar 1790; Potsdam, Königliches Theater in Sanssouci[Digitalisat 17]
- L’ouverture du grand opéra italien à Nankin / La compagnia d’opera à Nanchino, opera / dramma giocoso in zwei Akten; Libretto: Antonio de’ Filistri da Caramondani; 16. Oktober 1790, Berlin, Kleines Theater (Piccolo Teatro del palazzo reale); laut MGG 1 wurde L’ouverture du grand opéra italien à Nankin bereits am 16. Oktober 1788 in Potsdam aufgeführt
- Dario, dramma per musica in drei Akten; Libretto: Antonio de’ Filistri da Caramondani; Karneval 1791, Berlin, Königliches Theater[Digitalisat 18]
- Vasco di Gama, dramma per musica in drei Akten (Pasticcio); Libretto: Antonio de’ Filistri da Caramondani; 20. Januar 1792, Berlin, Königliches Theater; verschollen[Digitalisat 19]
- Virginia, dramma per musica in drei Akten; Libretto: Alessandro Pepoli; 26. Dezember 1793, Venedig, Teatro La Fenice[Digitalisat 20]
- Zemira, dramma per musica in zwei Akten; Libretto: Gaetano Sertor; 12. Juni 1794, Padua, Teatro Nuovo; verschollen
- Armida, dramma per musica in zwei Akten; Libretto: Giuseppe Maria Foppa; 1. Juli 1794, Padua, Teatro Nuovo
- I sposi burlati, opera buffa in zwei Akten; 26. Dezember 1798, Mantua, Nuovo Nazionale; verschollen

### Kantaten
- Cantata nella solenne apertura dell’Academia degli’Ingegnosi; 1770, Florenz
- Il tempio della fama; 1782, Mailand
- La virtù rivali, azioni in zwei Teilen; Libretto: Francesco Pimbiolo degli Engelfreddi; 5. Juli 1783, Padua, Teatro Nuovo[3]

### Ballette
- Venere in Cipro, Szenario: Verazi (?), Choreographie: G. Canziani; 30. Januar 1779, Mailand, Teatro alla Scala; zusammen mit Pasquale Anfossis Cleopatra aufgeführt
- L’enlèvement des Sabines; S. Gallet; Oktober 1779, Alessandria, Città; zusammen mit Giuseppe Ferreros La disfatta di Dario aufgeführt

### Oratorien
- Il Tobia in zwei Teilen; 1765, Rom
- La Betulia liberata; Libretto: Pietro Metastasio; 1780, Venedig; 1781, Padua;[5] laut MGG 1 in lateinischer Sprache, Textdichter unbekannt

### Instrumentalwerke
- Sechs Konzerte für Cembalo mit zwei Violinen und Violoncello; 1769, London
- Sechs Sonaten für zwei Violinen und Basso continuo (Cembalo); 1770, London; George Pitt gewidmet
- Sechs Sinfonien für zwei Violinen, Viola, zwei Oboen, zwei Hörner und Bass, op. 6; um 1780, Paris
- Cembalosonate

## Digitalisate
1. ↑  Ezio. Libretto (italienisch), Mailand 1782. Digitalisat im Internet Archive.
2. ↑  Il matrimonio per concorso. Libretto (italienisch), Venedig 1767. Digitalisat des Museo internazionale e biblioteca della musica di Bologna.
3. ↑  Argea. Libretto (italienisch), Turin 1773. Digitalisat im Internet Archive.
4. ↑  Creso. Libretto (italienisch), Mantua 1778. Digitalisat im Internet Archive.
5. ↑  La cameriera per amore. Libretto (italienisch), Turin 1774. Digitalisat des Museo internazionale e biblioteca della musica di Bologna.
6. ↑  Medonte re d’Epiro. Libretto (italienisch), Mailand 1774. Digitalisat des Museo internazionale e biblioteca della musica di Bologna.
7. ↑  Alcina e Ruggero. Libretto (italienisch), Turin 1775. Digitalisat des Münchener Digitalisierungszentrums.
8. ↑  La novità. Libretto (italienisch), Venedig 1775. Digitalisat des Museo internazionale e biblioteca della musica di Bologna.
9. ↑  Calliroe. Libretto (italienisch), Mailand 1778. Digitalisat im Internet Archive.
10. ↑  Attalo re di Bitinia. Libretto (italienisch), Florenz 1780. Digitalisat des Museo internazionale e biblioteca della musica di Bologna.
11. ↑  Erifile. Libretto (italienisch), Padua 1781. Digitalisat im Corago-Informationssystem der Universität Bologna.
12. ↑  Il vecchio geloso. Libretto (italienisch), Mailand 1781. Digitalisat des Museo internazionale e biblioteca della musica di Bologna.
13. ↑  Arbace. Libretto (italienisch), Rom 1782. Digitalisat des Museo internazionale e biblioteca della musica di Bologna.
14. ↑  La finta principessa, ossia Li due fratelli Pappamosca. Libretto (italienisch), Reggio 1786. Digitalisat bei Google Books.
15. ↑  I puntigli gelosi. Libretto (italienisch), Venedig 1783. Digitalisat des Museo internazionale e biblioteca della musica di Bologna.
16. ↑  Artaserse. Libretto (italienisch), Neapel 1783. Digitalisat des Museo internazionale e biblioteca della musica di Bologna.
17. ↑  Il ritorno di Ulysse a Penelope. Libretto (italienisch/deutsch), Berlin 1790. Digitalisat der Staatsbibliothek zu Berlin.
18. ↑  Dario. Libretto (italienisch/deutsch), Berlin 1791. Digitalisat der Staatsbibliothek zu Berlin.
19. ↑  Vasco di Gama. Libretto (italienisch/deutsch), Berlin 1792. Digitalisat der Staatsbibliothek zu Berlin.
20. ↑  Virginia. Libretto (italienisch), Venedig 1793. Digitalisat im Corago-Informationssystem der Universität Bologna.